# Johnius weberi
Johnius weberi és una espècie de peix de la família dels esciènids i de l'ordre dels perciformes.

## Morfologia
- Els mascles poden assolir 14 cm de longitud total.[3][4]

## Hàbitat
És un peix de clima tropical i bentopelàgic.

## Distribució geogràfica
Es troba al Pacífic sud-occidental: golf de Tailàndia, Sumatra i Borneo.

## Observacions
És inofensiu per als humans.